# Cornell Woolrich
Cornell George Hopley Woolrich, född 4 december 1903 i New York, död 25 september 1968 i New York, var en amerikansk thriller- och spänningsförfattare av romaner och noveller. Woolrich skrev även under pseudonymerna William Irish och George Hopley. Hans levnadstecknare, Francis Nevins Jr., rankade Woolrich som den fjärde bästa kriminalförfattaren av sin tid, näst Dashiell Hammett, Erle Stanley Gardner och Raymond Chandler.

## Biografi
Woolrich föddes i New York. Hans föräldrar separerade när han var liten. Han bodde i Mexiko ett tag tillsammans med sin far Genaro Woolrich (18??–1948), innan han återvände till New York för att bo med sin mor, Claire Attalie Woolrich (1874–1957).
Han studerade på Columbia University men avbröt studierna 1926 utan att avlägga examen. Hans första roman, Cover Charge, publicerades samma år. Romanen var inspirerad av F. Scott Fitzgeralds böcker och utspelades i jazzmiljö. Ytterligare fem romaner i samma anda följde fram till 1932 då Woolrich övergick till att skriva deckar- och spänningsnoveller i så kallade pulp-magasin. 
År 1940 började Woolrich skriva thrillers i samma stil som pulp-novellerna. Teman som ständigt återkom var hämnd, kampen mot klockan och ödesbestämda handlingar. Det anses allmänt att Woolrich skrev sina bästa böcker mellan 1940 och 1948. 
Innan dess hade Woolrich gift sig med Violet Virginia Blackton 1930. De separerade dock efter bara tre månader och äktenskapet annullerades 1933. Han återvände till New York och bodde ihop med sin mamma på Hotel Marseilles fram till hennes död den 6 oktober 1957, då han flyttade till Hotel Franconia. Efter moderns död publicerades det bara sporadiskt nya noveller av Woolrich, de flesta i Ellery Queen's Mystery Magazine, vars utgivare Fredric Dannay uppmuntrade Woolrich att fortsätta skriva.
Plågad av alkoholism och i slutet av sitt liv ett amputerad ben, gjorde honom till en enstöring, även om han umgicks med några få enstaka goda vänner.
Deckarkritikern Francis M. Nevins publicerade 1988 en omfattande biografi över Woolrich under namnet First You Dream, Then You Die.

## Priser och utmärkelser
- The Martin Beck award 1975

## Filmatiseringar i urval
- Döden kan ej vittna (1944, Phantom Lady), regisserad av Robert Siodmak
- Den långa natten (1946, Deadline at Dawn), regisserad av Harold Clurman
- Objuden gäst (1946, Black Angel), regisserad av Roy William Neill
- Flykten till Havanna (1946, The Chase), regisserad av Arthur Ripley, baserad på romanen The Black Path of Fear (1944)
- Spegelrummet (1947, Fear in the Night), regisserad av Maxwell Shane, baserad på novellen "Nightmare" (1943)
- Natten har tusen ögon (1948, Night has a Thousand Eyes), regisserad av John Farrow
- Fönstret (1949, The Window), regisserad av Ted Tetzlaff
- Gift med en död man (1950, No Man of Her Own), regisserad av Mitchell Leisen
- Fönstret åt gården (1954, Rear Window), regisserad av Alfred Hitchcock, baserad på novellen "It Had to Be Murder" (1942)
- Fasans natt (1956, Nightmare), regisserad av Maxwell Shane, nyinspelning av Spegelrummet (1947)
- Bruden bar svart (1968, La Mariée était en noir), regisserad av François Truffaut
- Sirenen från Mississippi (1969, La Sirène du Mississippi), regisserad av François Truffaut, baserad på romanen Waltz into Darkness (1947)
- Änka på låtsas (1996, Mrs Winterbourne), regisserad av Richard Benjamin, baserad på romanen I Married a Dead Man (1948)
- Original Sin (2001, Original Sin), regisserad av Michael Cristofer, baserad på romanen Waltz into Darkness (1947)